# Campeonato Descentralizado 1968
El Campeonato Descentralizado de fútbol del Perú jugado el año 1968 tuvo catorce equipos participantes y se jugó bajo el sistema de todos contra todos en partidos de ida y vuelta. 
Por primera vez, desde que se instauró el Descentralizado, se recurrieron a partidos extras para definir tanto al campeón nacional como a un equipo que permanezca en la Primera División.
Sporting Cristal y Juan Aurich definieron al campeón en un partido adicional tras empatar en puntos al culminar las dos ruedas regulares, el ganador fue Cristal, que logró su tercer título de la Primera División. En cuanto al descenso, Centro Iqueño logró salvar la categoría tras derrotar en partido extra a Mariscal Sucre. A pesar de culminar a 9 puntos de los coleros, Carlos Mannucci descendió de categoría ya que las bases del torneo señalaban que el peor de los equipos provincianos debía bajar a la Copa Perú.
El goleador del certamen fue Oswaldo Ramírez quien logró 26 tantos jugando por el Sport Boys.

## Sistema de competición
Los catorce participantes disputan el campeonato bajo un sistema de liga, es decir, todos contra todos a visita recíproca; con un criterio de puntuación que otorga dos unidades por victoria, una por empate y cero por derrota. El campeón sería el club que al finalizar el torneo haya obtenido la mayor cantidad de puntos, y por ende se ubique en el primer lugar de la clasificación. 
Si al finalizar el campeonato dos equipos igualan a puntos, los mecanismos para desempatar la clasificación son los siguientes:
- El que tiene una mejor diferencia de goles en el campeonato.
- El que tiene una mejor diferencia de goles en partidos jugados entre ellos.
- Sorteo.

En caso de concluir el certamen con dos equipos empatados en el primer lugar, se procedería a un partido de desempate entre ambos conjuntos en una cancha neutral predeterminada al inicio del torneo; de terminar en empate dicho duelo, se realizará uno extra, y de persistir la igualdad en este, se alargaría a la disputa de dos tiempos extras de 15 minutos cada uno, y eventualmente Tiros desde el punto penal, hasta que se produjera un ganador.

## Ascensos y descensos
| Posición | Ascendidos de la Segunda o Copa Perú |
| -------- | ------------------------------------ |
| 1º       | KDT Nacional (Segunda División 1967) |
| 1º       | Carlos A. Mannucci (Copa Perú 1968)  |

| Posición | Descendidos del Descentralizado 1967 |
| -------- | ------------------------------------ |
| 13º      | Deportivo Municipal                  |
| 14º      | Alfonso Ugarte de Chiclín            |

## Equipos participantes
| Club                      | Ciudad   | Entrenador        |
| ------------------------- | -------- | ----------------- |
| Alianza Lima              | Lima     | Marinho Rodrigues |
| Atlético Grau             | Piura    | Osvaldo Pérez     |
| Carlos A. Mannucci        | Trujillo | Juan Honores      |
| Centro Iqueño             | Lima     | Juan Biselach     |
| Defensor Arica            | Lima     | Benicio Acosta    |
| Defensor Lima             | Lima     | José Chiarella    |
| Juan Aurich               | Chiclayo | Sabino Bártoli    |
| KDT Nacional              | Callao   | Roberto Reynoso   |
| Mariscal Sucre            | Lima     |                   |
| Octavio Espinosa          | Ica      | Miguel Ortega     |
| Porvenir Miraflores       | Lima     | Federico Sacchi   |
| Sport Boys                | Callao   | Diego Agurto      |
| Sporting Cristal          | Lima     | Didí              |
| Universitario de Deportes | Lima     | Marcos Calderón   |

### Distribución geográfica
| Departamento | Equipos |
| ------------ | --- |
| Lima         | Alianza Lima Centro Iqueño Defensor Arica Defensor Lima Mariscal Sucre Porvenir Miraflores Sporting Cristal Universitario de Deportes |
| Callao       | KDT Nacional Sport Boys |
| Ica          | Octavio Espinosa |
| La Libertad  | Carlos Mannucci |
| Lambayeque   | Juan Aurich |
| Piura        | Atlético Grau |

| Atlético Grau Juan Aurich Carlos Mannucci Octavio Espinosa Alianza Lima Centro Iqueño Defensor Arica Defensor Lima Mariscal Sucre Porvenir Miraflores Sporting Cristal Universitario KDT Boys |

## Tabla de posiciones
| Pos. | Equipos             | PJ | PG | PE | PP | GF | GC | Dif. | Pts |
| ---- | ------------------- | -- | -- | -- | -- | -- | -- | ---- | --- |
| 1    | Juan Aurich         | 26 | 16 | 5  | 5  | 49 | 29 | +20  | 37  |
| 2    | Sporting Cristal    | 26 | 15 | 7  | 4  | 35 | 15 | +20  | 37  |
| 3    | Alianza Lima        | 26 | 15 | 6  | 5  | 54 | 29 | +25  | 36  |
| 4    | Universitario       | 26 | 14 | 6  | 6  | 59 | 26 | +33  | 34  |
| 5    | Octavio Espinosa    | 26 | 12 | 6  | 8  | 36 | 38 | -2   | 30  |
| 6    | Defensor Lima       | 26 | 9  | 10 | 7  | 35 | 32 | +3   | 28  |
| 7    | Atlético Grau       | 26 | 9  | 8  | 9  | 35 | 31 | +4   | 26  |
| 8    | Sport Boys          | 26 | 9  | 7  | 10 | 44 | 36 | +8   | 25  |
| 9    | Carlos Mannucci (D) | 26 | 8  | 9  | 9  | 30 | 36 | -6   | 25  |
| 10   | Defensor Arica      | 26 | 5  | 11 | 10 | 31 | 44 | -13  | 21  |
| 11   | KDT Nacional        | 26 | 6  | 7  | 13 | 28 | 42 | -14  | 19  |
| 12   | Porvenir Miraflores | 26 | 6  | 6  | 14 | 27 | 43 | -16  | 18  |
| 13   | Mariscal Sucre (D)  | 26 | 4  | 6  | 16 | 24 | 54 | -30  | 14  |
| 14   | Centro Iqueño       | 26 | 5  | 4  | 17 | 24 | 56 | -32  | 14  |

|  | Play-off por el título y Clasificado a la Copa Libertadores 1969. |
|  | Desempate para el descenso a la Segunda División 1969.            |
|  | Descendido a la Copa Perú 1969.                                   |

## Resultados

### Primera rueda
| Mariscal Sucre      | 1 - 2 | Octavio Espinosa   | Nacional               |            |
| Sporting Cristal    | 0 - 0 | Defensor Lima      | Nacional               |            |
| Defensor Arica      | 3 - 3 | Alianza Lima       | Nacional               |            |
| Universitario       | 0 - 0 | Carlos A. Mannucci | Lolo Fernández         | 9 de julio |
| Atlético Grau       | 2 - 0 | KDT Nacional       | Miguel Grau            | 9 de julio |
| Porvenir Miraflores | 4 - 2 | Centro Iqueño      | Telmo Carbajo          | 9 de julio |
| Juan Aurich         | 1 - 1 | Sport Boys         | Municipal César Flores | 9 de julio |

| Centro Iqueño       | 1 - 3 | Atlético Grau    | Nacional      |
| Porvenir Miraflores | 2 - 3 | Juan Aurich      | Nacional      |
| Mariscal Sucre      | 1 - 2 | Defensor Arica   | Nacional      |
| Sport Boys          | 2 - 1 | KDT Nacional     | Telmo Carbajo |
| Carlos A. Mannucci  | 1 - 1 | Defensor Lima    | Mansiche      |
| Octavio Espinosa    | 2 - 1 | Sporting Cristal | Nacional      |
| Universitario       | 0 - 2 | Alianza Lima     | Nacional      |

| Defensor Lima       | 3 - 0 | Centro Iqueño      | Nacional      |
| KDT Nacional        | 0 - 0 | Carlos A. Mannucci | Nacional      |
| Universitario       | 5 - 0 | Mariscal Sucre     | Nacional      |
| Atlético Grau       | 3 - 3 | Alianza Lima       | Miguel Grau   |
| Juan Aurich         | 3 - 0 | Defensor Arica     | Elías Aguirre |
| Porvenir Miraflores | 1 - 0 | Sporting Cristal   | Nacional      |
| Sport Boys          | 0 - 2 | Octavio Espinosa   | Telmo Carbajo |

| KDT Nacional       | 3 - 1 | Defensor Arica      | Nacional             |             |
| Mariscal Sucre     | 0 - 3 | Juan Aurich         | Nacional             |             |
| Sport Boys         | 0 - 0 | Defensor Lima       | Nacional             |             |
| Sporting Cristal   | 0 - 0 | Alianza Lima        | Nacional             | 30 de julio |
| Universitario      | 4 - 3 | Atlético Grau       | Nacional             | 30 de julio |
| Octavio Espinosa   | 3 - 1 | Porvenir Miraflores | José Picasso Peratta | 30 de julio |
| Carlos A. Mannucci | 1 - 1 | Centro Iqueño       | Mansiche             | 30 de julio |

| Sport Boys          | 1 - 0 | Atlético Chalaco         | Miguel Grau          | 5 de agosto |
| Alianza Lima        | 6 - 0 | León de Huánuco          | Alejandro Villanueva | 6 de agosto |
| Melgar              | 2 - 1 | Alfonso Ugarte           | Mariano Melgar       | 6 de agosto |
| Juan Aurich         | 3 - 1 | Deportivo Junín          | Elías Aguirre        | 6 de agosto |
| Deportivo Municipal | 4 - 1 | Unión Huaral             | Nacional             | 6 de agosto |
| Atlético Torino     | 2 - 1 | Defensor Lima            | Nacional             | 6 de agosto |
| Coronel Bolognesi   | 1 - 1 | Colegio Nacional Iquitos | Jorge Basadre        | 6 de agosto |

| Mariscal Sucre   | 0 - 1 | Octavio Espinosa  | Nacional             |              |
| Sporting Cristal | 3 - 2 | Defensor Lima     | Nacional             |              |
| Defensor Arica   | 3 - 2 | Alianza Lima      | Nacional             |              |
| Alianza Lima     | 9 - 0 | Alfonso Ugarte    | Alejandro Villanueva | 13 de agosto |
| Melgar           | 5 - 0 | Deportivo Junín   | Mariano Melgar       | 13 de agosto |
| Sport Boys       | 1 - 1 | Coronel Bolognesi | Miguel Grau          | 13 de agosto |
| Sporting Cristal | 1 - 1 | Atlético Chalaco  | Nacional             | 13 de agosto |

| Sporting Cristal         | 2 - 1 | Deportivo Municipal | Nacional             | 26 de agosto |
| Universitario            | 1 - 2 | Alianza Lima        | Nacional             | 26 de agosto |
| Defensor Lima            | 1 - 5 | Sport Boys          | Nacional             | 26 de agosto |
| Colegio Nacional Iquitos | 0 - 0 | Defensor Lima       | Max Agustín          |              |
| Alfonso Ugarte           | 0 - 2 | León de Huánuco     | Enrique Torres Belón |              |
| Deportivo Municipal      | 4 - 1 | Unión Huaral        | Nacional             |              |
| Atlético Torino          | 2 - 1 | Defensor Lima       | Nacional             |              |

| Sporting Cristal         | 2 - 1 | Deportivo Municipal | Nacional       | 26 de agosto |
| Universitario            | 1 - 2 | Alianza Lima        | Nacional       | 26 de agosto |
| Melgar                   | 3 - 1 | Atlético Chalaco    | Nacional       | 27 de agosto |
| Atlético Torino          | 4 - 0 | Alfonso Ugarte      | Nacional       | 27 de agosto |
| Colegio Nacional Iquitos | 2 - 1 | Unión Huaral        | Nacional       | 27 de agosto |
| León de Huánuco          | 1 - 0 | Deportivo Junín     | Heraclio Tapia | 27 de agosto |
| Coronel Bolognesi        | 1 - 3 | Juan Aurich         | Jorge Basadre  | 27 de agosto |

| Sporting Cristal         | 2 - 1 | Deportivo Municipal | Nacional             | 26 de agosto |
| Universitario            | 1 - 2 | Alianza Lima        | Nacional             | 26 de agosto |
| Defensor Lima            | 1 - 5 | Sport Boys          | Nacional             | 26 de agosto |
| Colegio Nacional Iquitos | 0 - 0 | Defensor Lima       | Max Agustín          |              |
| Alfonso Ugarte           | 0 - 2 | León de Huánuco     | Enrique Torres Belón |              |
| Deportivo Municipal      | 4 - 1 | Unión Huaral        | Nacional             |              |
| Atlético Torino          | 2 - 1 | Defensor Lima       | Nacional             |              |

| Sporting Cristal         | 2 - 1 | Deportivo Municipal | Nacional             | 26 de agosto |
| Universitario            | 1 - 2 | Alianza Lima        | Nacional             | 26 de agosto |
| Colegio Nacional Iquitos | 0 - 0 | Defensor Lima       | Max Agustín          |              |
| Alfonso Ugarte           | 0 - 2 | León de Huánuco     | Enrique Torres Belón |              |
| Deportivo Municipal      | 4 - 1 | Unión Huaral        | Nacional             |              |
| Atlético Torino          | 2 - 1 | Defensor Lima       | Nacional             |              |
| Defensor Lima            | 1 - 5 | Sport Boys          | Nacional             |              |

| Sporting Cristal         | 2 - 1 | Deportivo Municipal | Nacional             | 26 de agosto |
| Universitario            | 1 - 2 | Alianza Lima        | Nacional             | 26 de agosto |
| Defensor Lima            | 1 - 5 | Sport Boys          | Nacional             | 26 de agosto |
| Colegio Nacional Iquitos | 0 - 0 | Defensor Lima       | Max Agustín          |              |
| Alfonso Ugarte           | 0 - 2 | León de Huánuco     | Enrique Torres Belón |              |
| Deportivo Municipal      | 4 - 1 | Unión Huaral        | Nacional             |              |
| Atlético Torino          | 2 - 1 | Defensor Lima       | Nacional             |              |

| Defensor Lima       | 1 - 2 | Coronel Bolognesi | Nacional             | 15 de septiembre |
| Atlético Chalaco    | 2 - 2 | Unión Huaral      | Nacional             | 15 de septiembre |
| Alianza Lima        | 3 - 1 | Melgar            | Alejandro Villanueva | 15 de septiembre |
| Deportivo Municipal | 0 - 1 | Juan Aurich       | Nacional             | 16 de septiembre |
| Deportivo Municipal | 4 - 1 | Unión Huaral      | Nacional             | 16 de septiembre |
| Atlético Torino     | 2 - 1 | Defensor Lima     | Nacional             | 16 de septiembre |
| Atlético Torino     | 2 - 1 | Defensor Lima     | Nacional             | 16 de septiembre |

| Sport Boys               | 2 - 5 | Sporting Cristal         | Nacional             | 22 de septiembre |
| Universitario            | 2 - 0 | Colegio Nacional Iquitos | Nacional             | 22 de septiembre |
| Colegio Nacional Iquitos | 0 - 0 | Defensor Lima            | Max Agustín          |                  |
| Alfonso Ugarte           | 0 - 2 | León de Huánuco          | Enrique Torres Belón |                  |
| Deportivo Municipal      | 4 - 1 | Unión Huaral             | Nacional             |                  |
| Atlético Torino          | 2 - 1 | Defensor Lima            | Nacional             |                  |
| Defensor Lima            | 1 - 5 | Sport Boys               | Nacional             |                  |

### Segunda rueda
| Defensor Lima       | 1 - 2 | Coronel Bolognesi | Nacional             | 15 de septiembre |
| Atlético Chalaco    | 2 - 2 | Unión Huaral      | Nacional             | 15 de septiembre |
| Alianza Lima        | 3 - 1 | Melgar            | Alejandro Villanueva | 15 de septiembre |
| Deportivo Municipal | 0 - 1 | Juan Aurich       | Nacional             | 16 de septiembre |
| Deportivo Municipal | 4 - 1 | Unión Huaral      | Nacional             | 16 de septiembre |
| Atlético Torino     | 2 - 1 | Defensor Lima     | Nacional             | 16 de septiembre |
| Atlético Torino     | 2 - 1 | Defensor Lima     | Nacional             | 16 de septiembre |

| Sport Boys               | 2 - 5 | Sporting Cristal         | Nacional             | 22 de septiembre |
| Universitario            | 2 - 0 | Colegio Nacional Iquitos | Nacional             | 22 de septiembre |
| Colegio Nacional Iquitos | 0 - 0 | Defensor Lima            | Max Agustín          |                  |
| Alfonso Ugarte           | 0 - 2 | León de Huánuco          | Enrique Torres Belón |                  |
| Deportivo Municipal      | 4 - 1 | Unión Huaral             | Nacional             |                  |
| Atlético Torino          | 2 - 1 | Defensor Lima            | Nacional             |                  |
| Defensor Lima            | 1 - 5 | Sport Boys               | Nacional             |                  |

| Sporting Cristal         | 2 - 1 | Deportivo Municipal | Nacional       | 26 de agosto |
| Universitario            | 1 - 2 | Alianza Lima        | Nacional       | 26 de agosto |
| Melgar                   | 3 - 1 | Atlético Chalaco    | Nacional       | 27 de agosto |
| Atlético Torino          | 4 - 0 | Alfonso Ugarte      | Nacional       | 27 de agosto |
| Colegio Nacional Iquitos | 2 - 1 | Unión Huaral        | Nacional       | 27 de agosto |
| León de Huánuco          | 1 - 0 | Deportivo Junín     | Heraclio Tapia | 27 de agosto |
| Coronel Bolognesi        | 1 - 3 | Juan Aurich         | Jorge Basadre  | 27 de agosto |

| Sporting Cristal         | 2 - 1 | Deportivo Municipal | Nacional       | 26 de agosto |
| Universitario            | 1 - 2 | Alianza Lima        | Nacional       | 26 de agosto |
| Melgar                   | 3 - 1 | Atlético Chalaco    | Nacional       | 27 de agosto |
| Atlético Torino          | 4 - 0 | Alfonso Ugarte      | Nacional       | 27 de agosto |
| Colegio Nacional Iquitos | 2 - 1 | Unión Huaral        | Nacional       | 27 de agosto |
| León de Huánuco          | 1 - 0 | Deportivo Junín     | Heraclio Tapia | 27 de agosto |
| Coronel Bolognesi        | 1 - 3 | Juan Aurich         | Jorge Basadre  | 27 de agosto |

| Sporting Cristal         | 2 - 1 | Deportivo Municipal | Nacional       | 26 de agosto |
| Universitario            | 1 - 2 | Alianza Lima        | Nacional       | 26 de agosto |
| Melgar                   | 3 - 1 | Atlético Chalaco    | Nacional       | 27 de agosto |
| Atlético Torino          | 4 - 0 | Alfonso Ugarte      | Nacional       | 27 de agosto |
| Colegio Nacional Iquitos | 2 - 1 | Unión Huaral        | Nacional       | 27 de agosto |
| León de Huánuco          | 1 - 0 | Deportivo Junín     | Heraclio Tapia | 27 de agosto |
| Coronel Bolognesi        | 1 - 3 | Juan Aurich         | Jorge Basadre  | 27 de agosto |

| Sporting Cristal         | 2 - 1 | Deportivo Municipal | Nacional       | 26 de agosto |
| Universitario            | 1 - 2 | Alianza Lima        | Nacional       | 26 de agosto |
| Melgar                   | 3 - 1 | Atlético Chalaco    | Nacional       | 27 de agosto |
| Atlético Torino          | 4 - 0 | Alfonso Ugarte      | Nacional       | 27 de agosto |
| Colegio Nacional Iquitos | 2 - 1 | Unión Huaral        | Nacional       | 27 de agosto |
| León de Huánuco          | 1 - 0 | Deportivo Junín     | Heraclio Tapia | 27 de agosto |
| Coronel Bolognesi        | 1 - 3 | Juan Aurich         | Jorge Basadre  | 27 de agosto |

| Sporting Cristal         | 2 - 1 | Deportivo Municipal | Nacional       | 26 de agosto |
| Universitario            | 1 - 2 | Alianza Lima        | Nacional       | 26 de agosto |
| Melgar                   | 3 - 1 | Atlético Chalaco    | Nacional       | 27 de agosto |
| Atlético Torino          | 4 - 0 | Alfonso Ugarte      | Nacional       | 27 de agosto |
| Colegio Nacional Iquitos | 2 - 1 | Unión Huaral        | Nacional       | 27 de agosto |
| León de Huánuco          | 1 - 0 | Deportivo Junín     | Heraclio Tapia | 27 de agosto |
| Coronel Bolognesi        | 1 - 3 | Juan Aurich         | Jorge Basadre  | 27 de agosto |

| Sporting Cristal         | 2 - 1 | Deportivo Municipal | Nacional       | 26 de agosto |
| Universitario            | 1 - 2 | Alianza Lima        | Nacional       | 26 de agosto |
| Melgar                   | 3 - 1 | Atlético Chalaco    | Nacional       | 27 de agosto |
| Atlético Torino          | 4 - 0 | Alfonso Ugarte      | Nacional       | 27 de agosto |
| Colegio Nacional Iquitos | 2 - 1 | Unión Huaral        | Nacional       | 27 de agosto |
| León de Huánuco          | 1 - 0 | Deportivo Junín     | Heraclio Tapia | 27 de agosto |
| Coronel Bolognesi        | 1 - 3 | Juan Aurich         | Jorge Basadre  | 27 de agosto |

| Sporting Cristal         | 2 - 1 | Deportivo Municipal | Nacional       | 26 de agosto |
| Universitario            | 1 - 2 | Alianza Lima        | Nacional       | 26 de agosto |
| Melgar                   | 3 - 1 | Atlético Chalaco    | Nacional       | 27 de agosto |
| Atlético Torino          | 4 - 0 | Alfonso Ugarte      | Nacional       | 27 de agosto |
| Colegio Nacional Iquitos | 2 - 1 | Unión Huaral        | Nacional       | 27 de agosto |
| León de Huánuco          | 1 - 0 | Deportivo Junín     | Heraclio Tapia | 27 de agosto |
| Coronel Bolognesi        | 1 - 3 | Juan Aurich         | Jorge Basadre  | 27 de agosto |

| Sporting Cristal         | 2 - 1 | Deportivo Municipal | Nacional       | 26 de agosto |
| Universitario            | 1 - 2 | Alianza Lima        | Nacional       | 26 de agosto |
| Melgar                   | 3 - 1 | Atlético Chalaco    | Nacional       | 27 de agosto |
| Atlético Torino          | 4 - 0 | Alfonso Ugarte      | Nacional       | 27 de agosto |
| Colegio Nacional Iquitos | 2 - 1 | Unión Huaral        | Nacional       | 27 de agosto |
| León de Huánuco          | 1 - 0 | Deportivo Junín     | Heraclio Tapia | 27 de agosto |
| Coronel Bolognesi        | 1 - 3 | Juan Aurich         | Jorge Basadre  | 27 de agosto |

| Sporting Cristal         | 2 - 1 | Deportivo Municipal | Nacional       | 26 de agosto |
| Universitario            | 1 - 2 | Alianza Lima        | Nacional       | 26 de agosto |
| Melgar                   | 3 - 1 | Atlético Chalaco    | Nacional       | 27 de agosto |
| Atlético Torino          | 4 - 0 | Alfonso Ugarte      | Nacional       | 27 de agosto |
| Colegio Nacional Iquitos | 2 - 1 | Unión Huaral        | Nacional       | 27 de agosto |
| León de Huánuco          | 1 - 0 | Deportivo Junín     | Heraclio Tapia | 27 de agosto |
| Coronel Bolognesi        | 1 - 3 | Juan Aurich         | Jorge Basadre  | 27 de agosto |

| Sporting Cristal         | 2 - 1 | Deportivo Municipal | Nacional             | 26 de agosto |
| Universitario            | 1 - 2 | Alianza Lima        | Nacional             | 26 de agosto |
| Defensor Lima            | 1 - 5 | Sport Boys          | Nacional             | 26 de agosto |
| Colegio Nacional Iquitos | 0 - 0 | Defensor Lima       | Max Agustín          |              |
| Alfonso Ugarte           | 0 - 2 | León de Huánuco     | Enrique Torres Belón |              |
| Deportivo Municipal      | 4 - 1 | Unión Huaral        | Nacional             |              |
| Atlético Torino          | 2 - 1 | Defensor Lima       | Nacional             |              |

| Sporting Cristal         | 2 - 1 | Deportivo Municipal | Nacional       | 26 de agosto |
| Universitario            | 1 - 2 | Alianza Lima        | Nacional       | 26 de agosto |
| Melgar                   | 3 - 1 | Atlético Chalaco    | Nacional       | 27 de agosto |
| Atlético Torino          | 4 - 0 | Alfonso Ugarte      | Nacional       | 27 de agosto |
| Colegio Nacional Iquitos | 2 - 1 | Unión Huaral        | Nacional       | 27 de agosto |
| León de Huánuco          | 1 - 0 | Deportivo Junín     | Heraclio Tapia | 27 de agosto |
| Coronel Bolognesi        | 1 - 3 | Juan Aurich         | Jorge Basadre  | 27 de agosto |

## Desempate para el descenso
En el Perú, fue la primera vez que se disputó un encuentro por mantener la categoría en campeonatos nacionales. El encuentro se disputó el 15 de enero de 1969, como preliminar a la eliminatoria por el título nacional entre Sporting Cristal y Juan Aurich. El vencedor fue el Centro Iqueño por 1-0, con lo que el Mariscal Sucre descendió a la Segunda División 1969.

| 15 de enero de 1969, 18:00 | Centro Iqueño | 1:0 (1:0) | Mariscal Sucre | Estadio Nacional del Perú, Lima                           |                                                           |
|                            | Reaño 43'     | Reporte   |                | Asistencia: 43,485 espectadores Árbitro(s): Carlos Rivero | Asistencia: 43,485 espectadores Árbitro(s): Carlos Rivero |

## Play-offpara el título
Al igual que con el descenso, esta fue la primera vez desde que se instauraron los Descentralizados que se definía al campeón en un partido extra, fue también la primera vez que un equipo provinciano y un limeño disputaban el título de la Primera División del Perú. Cristal fue el ganador del encuentro gracias a dos goles del delantero Alberto Gallardo quien había ingresado en el segundo tiempo, Próspero Merino descontó por Juan Aurich. Este campeonato representó el primer Descentralizado en la historia de Cristal y su tercer título de la Primera División.

| 15 de enero de 1969, 20:00 | Sporting Cristal         | 2:1 (0:0) | Juan Aurich       | Estadio Nacional del Perú, Lima                          |                                                          |
|                            | Gallardo 56', 60' (pen.) | Reporte   | Merino 81' (pen.) | Asistencia: 43 485 espectadores Árbitro(s): César Orozco | Asistencia: 43 485 espectadores Árbitro(s): César Orozco |

|    | POR | Luis Rubiños            |     |
|    | DEF | Eloy Campos             |     |
|    | DEF | Orlando de La Torre     |     |
|    | DEF | Fernando Mellán         |     |
|    | DEF | Roberto Elías           |     |
|    | MED | Nicolás Nieri           |     |
|    | MED | Ramón Mifflin           |     |
|    | DEL | Tadeo Risco             | 82' |
|    | DEL | Julio Salas             |     |
|    | DEL | Mario Aquije            | 52' |
|    | DEL | Carlos Gonzales Pajuelo |     |
| DT | DT  | Didí                    |     |

|    | POR | Antonio Sanguinetto |  |
|    | DEF | José Ramos          |  |
|    | DEF | Enrique Castrillón  |  |
|    | DEF | Germán Astupuma     |  |
|    | DEF | Augusto Vílchez     |  |
|    | MED | Hernán Castañeda    |  |
|    | MED | Jorge Charún        |  |
|    | DEL | Mario Catalá        |  |
|    | DEL | Próspero Merino     |  |
|    | DEL | Eladio Reyes        |  |
|    | DEL | Nemesio Mosquera    |  |
| DT | DT  | Vito Andrés Bártoli |  |

|  | DEL | Alberto Gallardo | 52' |
|  | DEF | Anselmo Ruíz     | 82' |

|  | 56' | Alberto Gallardo |
|  | 60' | Alberto Gallardo |

|  | 80' | Próspero Merino |

| Árbitro | César Orozco |

|    | POR | Luis Rubiños            |     |
|    | DEF | Eloy Campos             |     |
|    | DEF | Orlando de La Torre     |     |
|    | DEF | Fernando Mellán         |     |
|    | DEF | Roberto Elías           |     |
|    | MED | Nicolás Nieri           |     |
|    | MED | Ramón Mifflin           |     |
|    | DEL | Tadeo Risco             | 82' |
|    | DEL | Julio Salas             |     |
|    | DEL | Mario Aquije            | 52' |
|    | DEL | Carlos Gonzales Pajuelo |     |
| DT | DT  | Didí                    |     |

|    | POR | Antonio Sanguinetto |  |
|    | DEF | José Ramos          |  |
|    | DEF | Enrique Castrillón  |  |
|    | DEF | Germán Astupuma     |  |
|    | DEF | Augusto Vílchez     |  |
|    | MED | Hernán Castañeda    |  |
|    | MED | Jorge Charún        |  |
|    | DEL | Mario Catalá        |  |
|    | DEL | Próspero Merino     |  |
|    | DEL | Eladio Reyes        |  |
|    | DEL | Nemesio Mosquera    |  |
| DT | DT  | Vito Andrés Bártoli |  |

|  | DEL | Alberto Gallardo | 52' |
|  | DEF | Anselmo Ruíz     | 82' |

|  | 56' | Alberto Gallardo |
|  | 60' | Alberto Gallardo |

|  | 80' | Próspero Merino |

| Árbitro | César Orozco |

|                             |
| Campeón                     |
| Sporting Cristal 3.º título |

## Goleadores
| Jugador  | Jugador            | Goles | Equipo                    |
| -------- | ------------------ | ----- | ------------------------- |
| Peruano  | Oswaldo Ramírez    | 26    | Sport Boys                |
| Peruano  | Teófilo Cubillas   | 19    | Alianza Lima              |
| Uruguayo | Petronilo Acosta   | 17    | Atlético Grau             |
| Peruano  | Próspero Merino    | 16    | Juan Aurich               |
| Peruano  | Ángel Avilés       | 14    | Defensor Arica            |
| Peruano  | Víctor Yáñez       | 14    | Carlos A. Mannucci        |
| Peruano  | Francisco Gonzales | 13    | Defensor Lima             |
| Peruano  | César Cárdenas     | 12    | KDT Nacional              |
| Peruano  | Hugo Lobatón       | 12    | Juan Aurich               |
| Peruano  | Urbano Flores      | 11    | Octavio Espinosa          |
| Peruano  | Héctor Chumpitaz   | 10    | Universitario de Deportes |
| Peruano  | Alberto Gallardo   | 10    | Sporting Cristal          |
| Peruano  | Manuel Mellán      | 10    | Mariscal Sucre            |

## Reconocimientos

### Premios anuales
| Premio                     | Ganador                             |
| -------------------------- | ----------------------------------- |
| Mejor Equipo               | Sporting Cristal                    |
| Bota de Oro                | Alberto Gallardo (Sporting Cristal) |
| Entrenador del año         | Didí (Sporting Cristal)             |
| Portero del año            | Luis Rubiños (Sporting Cristal)     |
| Jugador extranjero del año | Petronilo Acosta (Atlético Grau)    |
| Jugador joven del año      | Julio Baylón (Alianza Lima)         |
| Jugador veterano del año   | Nemesio Mosquera (Juan Aurich)      |
| Jugador revelación         | Oswaldo Ramírez (Sport Boys)        |